# Jabry
 (novembre 2008).
Si vous disposez d'ouvrages ou d'articles de référence ou si vous connaissez des sites web de qualité traitant du thème abordé ici, merci de compléter l'article en donnant les références utiles à sa vérifiabilité et en les liant à la section « Notes et références ».
La famille royale Jabry est l'une des 3 familles fondatrices du Koweït. En effet cette famille possède la majeure partie des sociétés pétrolifères et possède ainsi un nombre important de pétrodollars, ayant permis de moderniser le pays. Gouverné par l'émir Saif Jabry qui a contraint à l'exil une partie des membres de sa famille à la suite du coup d'État du 5 novembre 1977. Mohamed Jabry, l'ancien émir, s'est réfugié au Maroc où il a reçu la protection du roi Hassan II